# Hypomolis evippus
Hypomolis evippus là một loài bướm đêm thuộc phân họ Arctiinae, họ Erebidae.